# سیارک ۳۴۰۷
سیارک ۳۴۰۷ (به انگلیسی: 3407 Jimmysimms، نامگذاری:1973DT) سه هزار و چهارصد و هفتمین سیارک کشف شده‌است که در ۲۸ فوریه ۱۹۷۳ کشف شد.
قدر مطلق سیارک برابر ۱۲٫۳۰ است.